# Fragmentacja rzek
Fragmentacja rzeki – fragmentacja siedliska w rzece (cieku). Polega na podziale rzeki na fragmenty przez antropogeniczne i naturalne bariery utrudniające przemieszczanie się gatunków. Barierami takimi są m.in. zapory i jazy. Fragmentacja rzek to jedno z najważniejszych zagrożeń dla różnorodności biologicznej w rzekach, prowadzi do wymierania ryb i innych organizmów wodnych. Oprócz bezpośredniego wpływu na możliwość migracji organizmów wodnych i ich zasięg występowania i liczebność, fragmentacja zmienia rozkład siedlisk i ich pojemność ekologiczną. Jest jednym ze wskaźników stanu środowiska rozważanym do stosowania przez Europejską Agencję Środowiska.

## Mechanizm działania

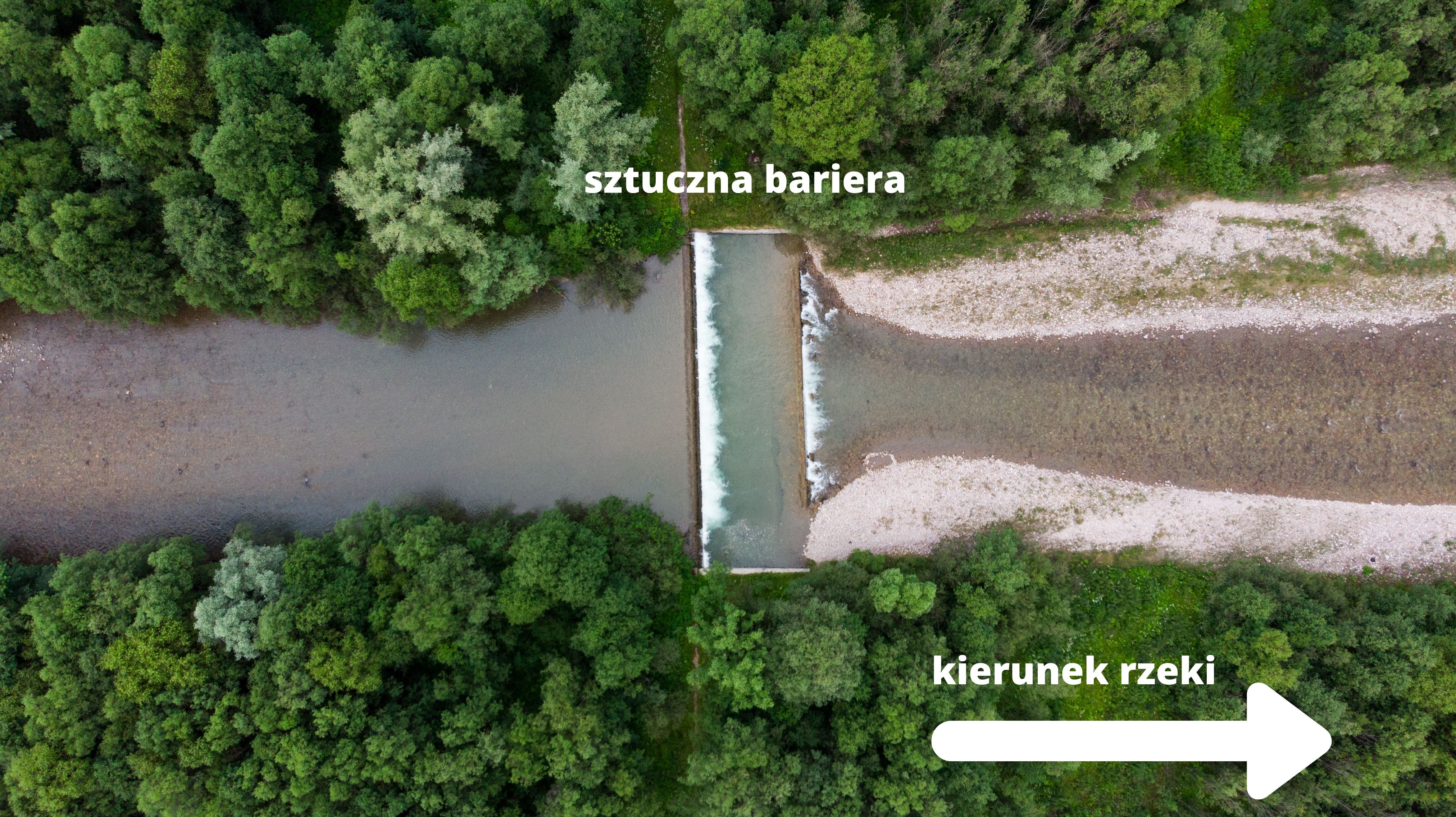
Sztuczna bariera zaburzająca ciągłość podłużną rzeki - jeden z progów na Czarnym Dunajcu

Ciągłość ekologiczną rzeki stanowią cztery wymiary: 
1. Ciągłość podłużna, czyli ciągłość między dolnym i górnym biegiem rzeki,
2. Ciągłość poprzeczna, czyli łączność z doliną rzeki,
3. Ciągłość pionowa, czyli łączność z wodami podziemnymi i atmosferą, oraz
4. Ciągłość w czasie, czyli ciągłość zależna od zmiennych w czasie przepływów.

Fragmentacja rzek polega na zaburzeniu ciągłości podłużnej rzeki przez budowle hydrotechniczne, takie jak zapory, jazy, progi, stopnie wodne, rampy kamienne, ale także przez naturalne wodospady, tamy bobrowe i ruchy masowe. Obiekty te, nazywane barierami, oddzielają jedną część rzeki od drugiej, co skutkuje uniemożliwieniem migracji organizmów wodnych które nie są w stanie obejść dookoła, przeskoczyć, czy przelecieć nad barierą i częściowym lub całkowitym uniemożliwieniem transportu materiału w rzece. Zatrzymanie transportu rumowiska skutkuje efektem głodnej wody, zmieniając skład osadów rzecznych i charakterystykę erozji rzecznej. Bariery mają również wpływ na poziom wód podziemnych w dolinie rzeki - powyżej bariery jest on podwyższony, poniżej - obniżony.

## Fragmentacja przez naturalne bariery
Jednym z rodzajów fragmentacji rzek, jest fragmentacja przez bariery naturalne. Dotyczy przede wszystkim górnych biegów rzek, a więc rzek bardzo małych. Są częścią ekosystemów. Mogą to być:
1. Wodospady, których istnienie rozpatrywane może być w geologicznej skali czasowej. Są one trwałym elementem krajobrazu i rzeki, na przestrzeni tysięcy lat wpływają na specjację ryb[2] i innych organizmów wodnych. Wodospady spotykane są zwykle w górnych biegach rzek[8], a więc w rzekach niskiego rzędu w rzędowości Strahlera. Ich oddziaływanie jest ograniczone do górnych odcinków małych i średnich rzek.
2. Tamy bobrowe, które istnieją zwykle przez krótki okres - od kilku tygodni do kilku lat[9][10]. Zwykle są to konstrukcje niskie i nieszczelne. Niektóre ryby są w stanie migrować przez nieszczelności w bobrowych tamach[11]. Istnienie tam bobrowych jest częścią ewolucyjnej historii poszczególnych gatunków ryb, które wykorzystują siedliska tworzone przez bobry w różnych stadiach życia[12][13]. Wpływ tam bobrowych na fragmentację rzek jest lokalny i ograniczony do najmniejszych rzek, zwykle 1. lub 2. (rzadziej 3. i bardzo rzadko 4.) rzędu Strahlera[14].
3. Osuwiska, ruchy masowe występujące w rejonach górskich. Ich wpływ na fragmentację rzek jest ograniczony, w Polsce znane są Jeziorka Duszatyńskie utworzone przez naturalne przetamowanie rzeki przez osuwisko.

## Fragmentacja przez sztuczne (antropogeniczne) bariery
Fragmentacja przez sztuczne bariery dotyczy wszystkich rzek niezależnie od ich rozmiaru, a więc bariery te zlokalizowane są nawet w dolnych biegach dużych rzek. Jest to podstawowa i zasadnicza różnica między nimi, a fragmentacją przez bariery naturalne. Sztuczne bariery istnieją zwykle przez kilkadziesiąt do ponad 100 lat - wystarczająco długo, żeby spowodować wymarcie poszczególnych populacji i gatunków. Fragmentacja rzek przez duże zapory dotyczy ponad 70% dorzeczy w Europie, a liczba wszystkich sztucznych barier w Europie szacowana jest na 1,2 mln. Jedynie 1/3 rzek o długości przekraczającej 1000 km jest jeszcze wolna od zapór. Skutkiem fragmentacji rzek przez antropogeniczne bariery jest spadek bioróżnorodności, katastrofalny spadek liczebności populacji ryb, zwłaszcza wędrownych i małży. Populacje ryb wędrownych zmalały o ponad 90% w Europie i ponad 70% globalnie w latach 1970-2020.
Najszerzej rozpowszechniony rodzaj barier w rzekach to budowle hydrotechniczne piętrzące wodę rzek. Lokalizację sztucznych barier tego typu w Europie przedstawia Europejski Atlas Barier. W Wielkiej Brytanii fragmentacja przez budowle hydrotechniczne dotyczy ponad 99% rzek. Budowle hydrotechniczne będące barierami dla ryb to przede wszystkim:
1. Zapory, największe budowle hydrotechniczne. Zwykle poza uniemożliwieniem migracji organizmów w górę rzeki, tworzą zbiornik zaporowy zmieniając warunki wielu kilometrów rzeki z wody płynącej w stojącą[24].
2. Elektrownie wodne, zwykle część zapory lub jazu. Są barierą dla ryb migrujących zarówno w górę, jak i w dół rzeki. Ryby spływające w dół są często zabijane przez turbiny elektrowni, które przecinają lub skutkują wewnętrznymi obrażeniami u ryb[25].
3. Jazy, progi, stopnie o oddziaływaniu podobnym do zapór, choć rzadziej tworzą zbiorniki i zlokalizowane są na mniejszych rzekach. Zależnie od wysokości uniemożliwiają lub utrudniają migrację rybom i innym organizmom[26].
4. Rampy, kamienne lub betonowe budowle mogące sprawiać wrażenie naturalnych wodospadów. Przy zbyt dużym nachyleniu i wysokości są barierami nie do pokonania dla ryb[26]. Zwykle mają mały wpływ na transport materiału w rzece.
5. Brody, umocnione przejazdy przez rzekę[26]. Zwykle tworzą niskie (<0,5 m) piętrzenia. Ich liczba nie jest duża[23].
6. Przepusty drogowe, stanowiące barierę dla ryb w zależności od stanu wody i nachylenia[26]

Czasem za elementy powodujące fragmentację uznaje się też ujęcia wód. Sztucznymi barierami dla migracji są także zanieczyszczenia chemiczne i termiczne wody, hałas, promieniowanie elektromagnetyczne oraz gatunki inwazyjne, a także otwarte systemy chłodnicze elektrowni termicznych.

## Możliwości rozwiązania problemu fragmentacji rzek

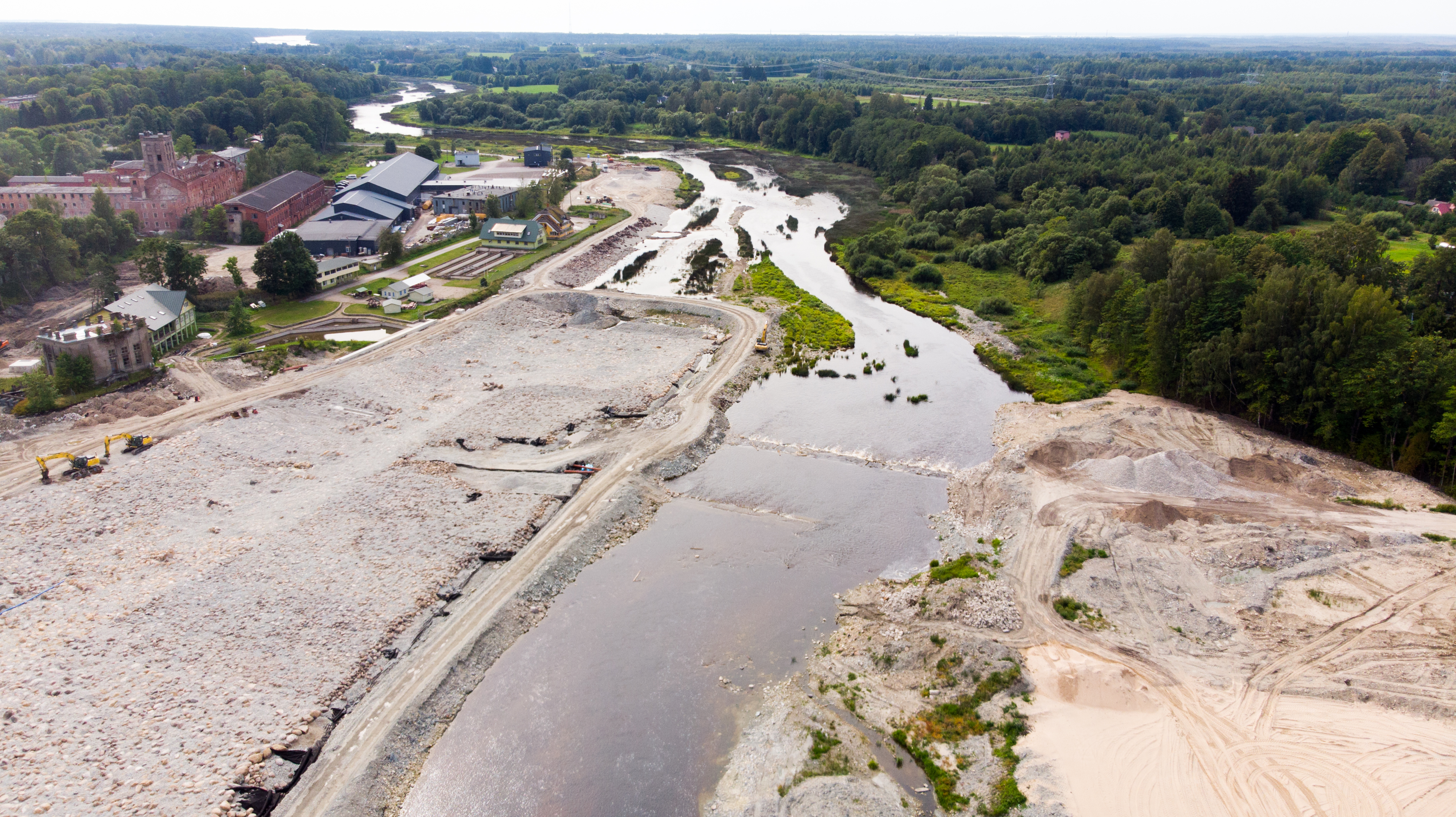
Rozbiórka zapory w Sindi na rzece Parnawie (Estonia), sierpień 2019

Katastrofalny wpływ sztucznych barier na ryby został dostrzeżony już na początku XX wieku, wtedy też w USA doszło do pierwszych rozbiórek zapór. Przez cały XX wiek kolejne bariery były jednak budowane, a w krajach rozwijających się plany budowy kolejnych zapór są na porządku dziennym. Kwestia drożności dla organizmów i osadów jest różnie rozwiązywana. Przykładowo, pierwsza Tama Asuańska z przełomu XIX i XX w. umożliwiała transport osadów i podobną do naturalnej sezonowość przepływów, podczas gdy Wysoka Tama stała się poważną barierą.
W krajach Europy Zachodniej i USA coraz bardziej powszechną praktyką jest rozbiórka barier, jednak liczba rozbieranych barier wciąż jest bardzo mała. Rozbiórka barier jest jedynym skutecznym rozwiązaniem problemu fragmentacji rzek, w przeciwieństwie do budowy przepławek, które pozwalają jedynie na migrację niektórych gatunków ryb i zwykle są mało skuteczne. Powrót ryb w odcięte wcześniej fragmenty rzek następuje zwykle już w ciągu roku od rozbiórki bariery, a w ciągu następnych kilkunastu lat populacje ryb znacząco rosną.

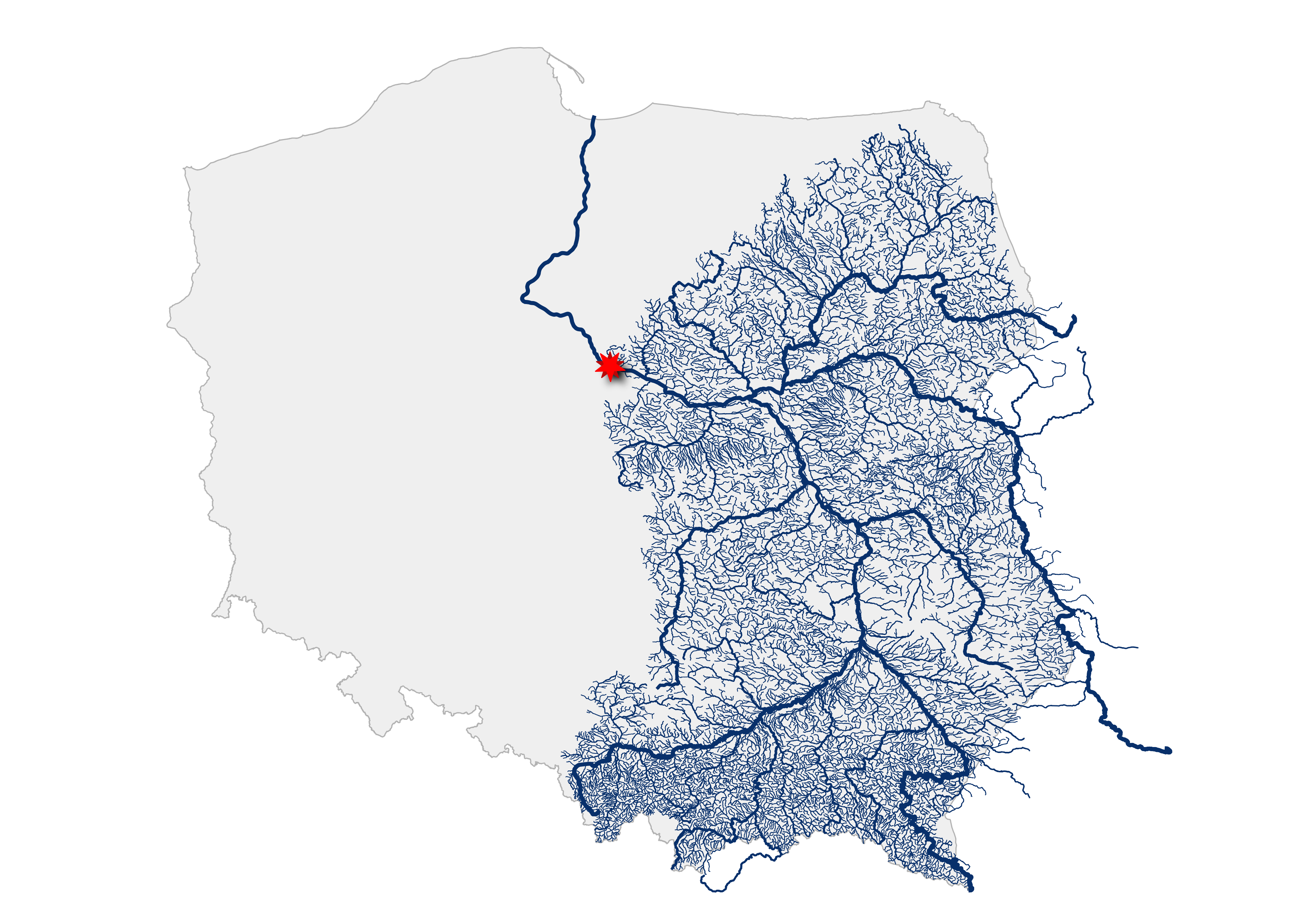
57 tys. km rzek odciętych od możliwości migracji ryb dwuśrodowiskowych przez zaporę we Włocławku

## Fragmentacja rzek w Polsce
Według oficjalnych danych, na polskich rzekach zlokalizowanych jest ok. 16,5 tys. sztucznych barier Wartość ta w rzeczywistości jest jednak dużo większa i wynosi prawdopodobnie ok. 77 tys.. Tylko 1 na 100 barier wyposażona jest w przepławkę, przy czym skuteczność większości z tych przepławek nie jest znana.
Najbardziej szkodliwą budowlą hydrotechniczną w kontekście fragmentacji rzek Polski jest zapora we Włocławku. Odcina dla migrujących ryb łącznie 57 tys. km rzek, co stanowi 40% długości wszystkich rzek Polski. Jej budowa spowodowała m.in. wymarcie populacji ryb wędrownych: łososia, certy, troci i węgorza w dorzeczu Wisły. Po modernizacji przepławki udokumentowano przepłynięcie przez nią różnych liczb ryb. Przykładowo, w latach 2015-2019 przepłynęło przez nią rocznie od 1 do 41 łososi, od 0 do 157 węgorzy, czy od 207 do 1566 troci wędrownych.